# Buseto Palizzolo

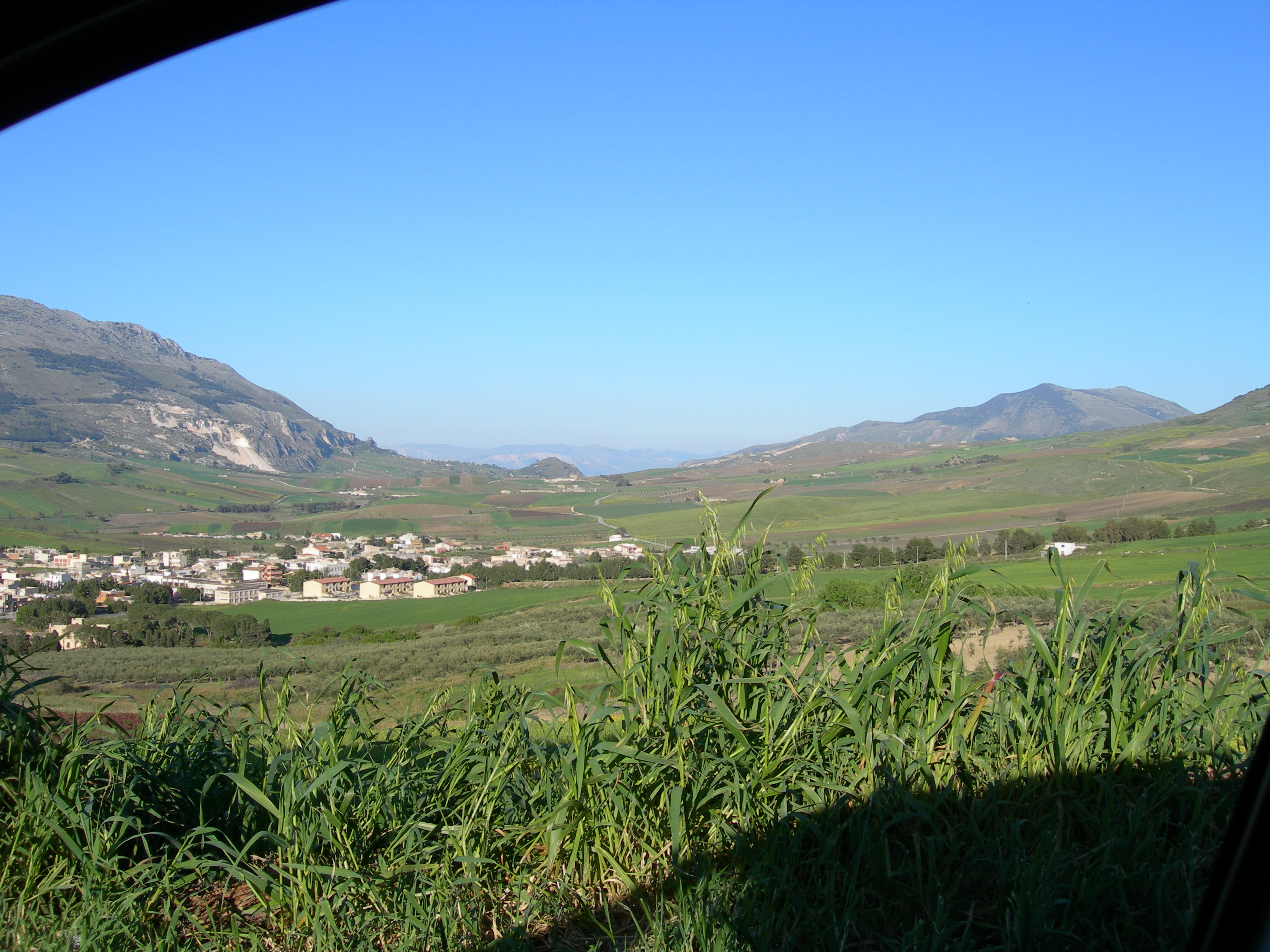
Buesto Palizzolo

Buseto Palizzolo ist eine Gemeinde im Freien Gemeindekonsortium Trapani in der Region Sizilien in Italien mit 2745 Einwohnern (Stand 31. Dezember 2023).

## Lage und Daten
Buseto Palizzolo liegt 23 km östlich von Trapani und 25 km südlich von San Vito Lo Capo, in einer Höhe von 249 m s.l.m. Die Einwohner leben auf einer Fläche von 72 km² in der Hauptsache von der Landwirtschaft. Als Spezialität wird hier die gelbe Melone angebaut (Cucumis Melo).
Die Nachbargemeinden sind Calatafimi Segesta, Castellammare del Golfo, Custonaci, Erice, Trapani und Valderice.

## Geschichte
Der Ort wurde von den Byzantinern gegründet. Im Mittelalter wohnten Araber in dem Ort. 1950 wurde der Ort selbständig. Der Name des Ortes stammt aus dem Arabischen von butish, „Erde“,  und von der Familie Palizzolo, der der Ort in der Vergangenheit gehörte.

## Sehenswürdigkeiten
Der Wald von Buseto Palizzolo ist typisch für diesen Teil Siziliens.